# Бања Врућица
Бања Врућица је насељено мјесто у општини Теслић, Република Српска, БиХ. Према прелиминарним подацима пописа становништва 2013. године, у насељу је живјело 2.183 становника. Позната је као здравствено-туристички центар.

## Здравствено туристички центар
Основу овог центра чини природна бања за лечење кардио-васкуларних обољења. Најзначајнија три хотела која улазе у комплекс Бање Врућице су Кардијал, Посавина и Србија. Највећи од ова три хотела је Кардијал. У овом хотелу одржавају се многи културно-спортски сусрети и семинари из разних области. Бању је поводом реконструкције терапијског простора 23. маја 2012. посјетио председник Републике Српске Милорад Додик.

## Спортска дворана
У Бања Врућици се налази спортска дворана чију изградњу је финансирала Влада Републике Српске, а у склопу које постоји и тениски терен. Дворану су 11. новембра 2011. ревијалним мечом отворили тенисери Ненад Зимоњић и Бојан Вујић.

## Становништво
| Националност       | 1991. | 1981. | 1971. | 1961. |
| Срби               | 1.381 | 1.429 | 1.288 |       |
| Хрвати             | 828   | 1.001 | 997   |       |
| Југословени        | 334   | 281   | 1     |       |
| Муслимани/Бошњаци  | 37    | 25    | 32    |       |
| Црногорци          |       | 4     | 6     |       |
| Македонци          |       | 2     | 2     |       |
| Словенци           |       |       | 1     |       |
| остали и непознато | 57    | 11    | 8     |       |
| Укупно             | 2.637 | 2.753 | 2.335 | '     |

| Демографија | Демографија | Демографија |
| Година      | Становника  | Становника  |
| ----------- | ----------- | ----------- |
| 1971.       | 2.335       |             |
| 1981.       | 2.753       |             |
| 1991.       | 2.637       |             |
| 2013.       | 2.183       |             |